# 金永昌
金永昌（1885年—20世纪？），蒙古族，蒙古名初譯為阿勒唐瓦齊爾（後譯阿拉坦鄂齊爾），漢名金永昌，字勋卿，別号勉卿，清末卓索圖盟喀喇沁右翼旗（今内蒙古自治区喀喇沁旗）人。中華民国、满洲国时期内蒙古政治人物。

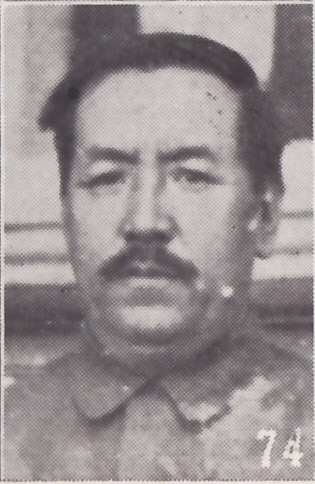
《最新支那要人传》中的照片

## 生平

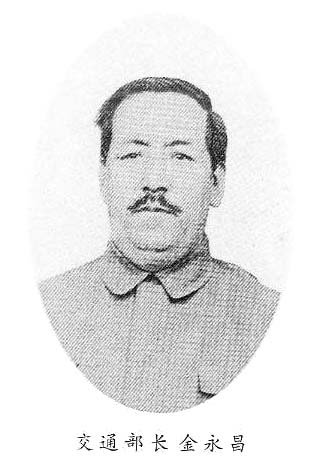
蒙疆自治政府交通部长金永昌

金永昌早年在喀喇沁右旗軍官学堂上學。1909年（宣統元年），他到日本留学東京帝国大学農学部學習畜産学。
歸国後，他曾任北京臨時参議院蒙古選出議員、蒙藏学院教授。他在護法運動中支持孫中山，任廣東非常国会議員，後重回北洋政府，任黎元洪大總統府顧問。此後，他歷任蒙藏專門学校校長、西北督辦公署顧問。此後他參與白雲梯組織内蒙古国民党的計劃。1925年（民国14年），他任内蒙古国民党中央執行委員。此後，他任南京国民政府農礦部設計委員。
1932年經關東軍邀請，同年滿洲國建国後，金永昌任駐蒙辦事處處長。此後他轉到内蒙古任職，歷任蒙古地方自治政務委員会委員、蒙古軍政府内務処長、蒙古軍政府駐満代表。1937年（民国26年）11月蒙古联盟自治政府成立後，他任總務兼交通委員。翌年8月政府改組，他調任産業部長。
1939年（民国28年）9月蒙疆聯合自治政府成立，他任交通部長。1941年（民国30年）6月，政府機構改組，交通部改爲交通總局，金永昌任交通總局局長，1943年（民国32年）8月辞任。
1945年日本投降后，他曾在蒙藏学校任教。此後金永昌的生平事跡不詳。

### 文献
- 東亜問題調査会. . 朝日新聞社. 1941.
- 劉寿林等 編. . 中華書局. 1995. ISBN 7-101-01320-1.